# Biggs Island
Biggs Island ist eine kleine Insel vor der Südspitze der Adelaide-Insel an der Westseite der Antarktischen Halbinsel. Sie ist die östlichste der Henkes-Inseln.
Das UK Antarctic Place-Names Committee benannte sie 1963 nach dem von den Falklandinseln stammenden Thomas Biggs, Steuermann bei der Jungfernfahrt der RRS John Biscoe, die 1963 zur Vermessung dieser Insel durch die hydrographischen Einheit der Royal Navy im Einsatz war.